# Гетто в Обчуге
Гетто в Обчу́ге (лето 1941 — 6 мая 1942) — еврейское гетто, место принудительного переселения евреев деревни Обчуга Крупского района Минской области и близлежащих населённых пунктов в процессе преследования и уничтожения евреев во время оккупации территории Белоруссии войсками нацистской Германии в период Второй мировой войны.

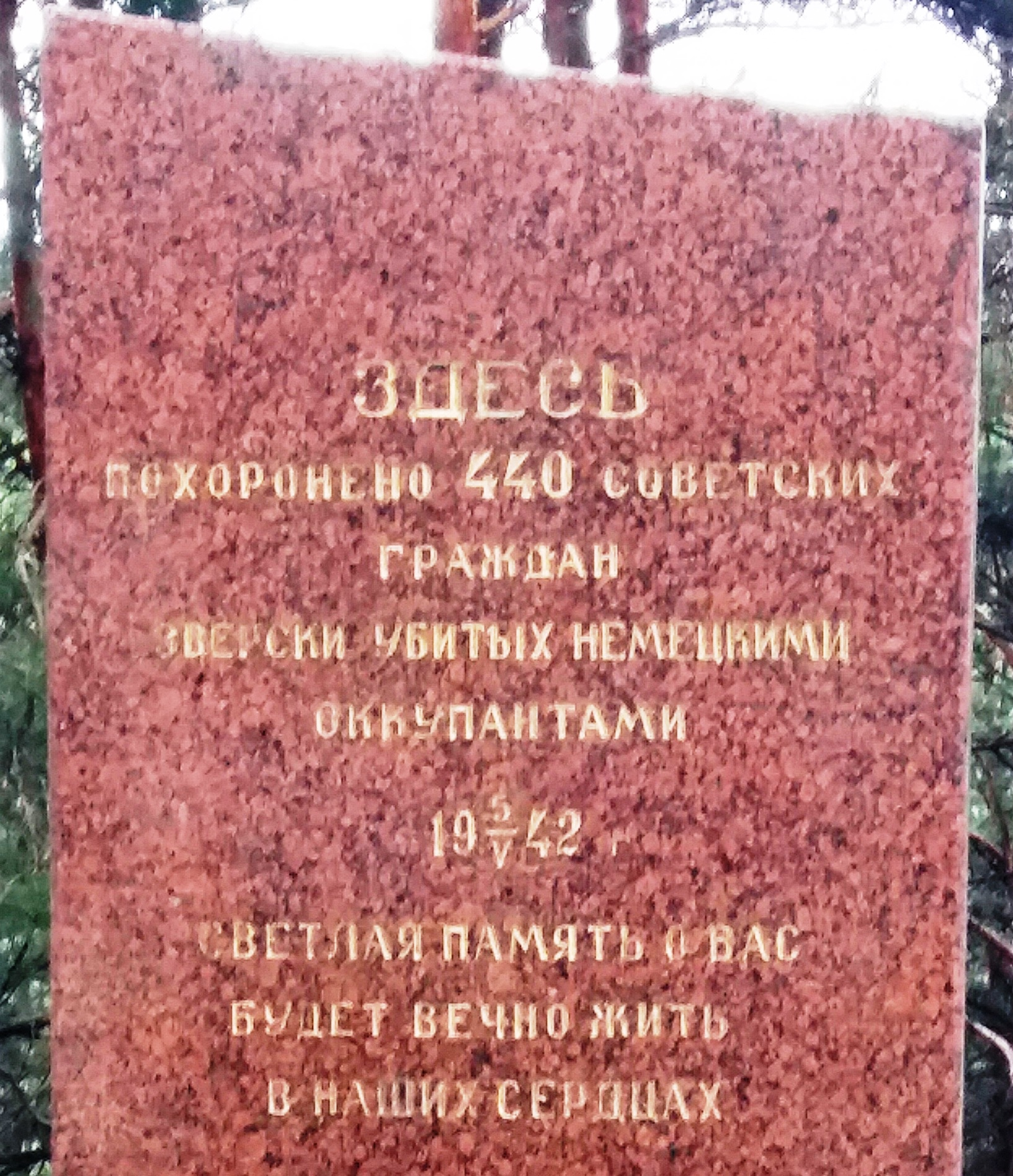
Надпись на памятнике

## Оккупация Обчуги и создание гетто
Деревня Обчуга Октябрьского сельсовета была захвачена немецкими войсками в июле 1941 года, и оккупация продлилась до 28 июня 1944 года.
Немцы, реализуя нацистскую программу уничтожения евреев, организовали в местечке гетто. На каждом заборе были расклеены приказы: «С жидами не разговаривать, не здороваться, не пускать их в свой дом, не пускать в баню, ничего им не продавать. Иначе расстрел».
Единственный продовольственный магазин в Обчуге был сразу разграблен жителями, но евреев к нему не подпустили. Если даже кто-то и захотел бы помочь евреям, то это было смертельно опасно. Были случаи, когда мужья выдавали жен-евреек, а жены — мужей-евреев. Учительница младших классов Анна Васильевна была замужем за евреем, портным по профессии, и у них было двое детей. После оккупации Анна Васильевна с детьми уехала в свою родную деревню, а муж прятался в Обчуге в тайнике. Но ей надоели эти постоянные волнения, и она привела полицаев к убежищу мужа. Его схватили и публично повесили. Ольга Яковлевна Бакановская, еврейка, работала акушеркой, а перед войной осталась вдовой с тремя детьми. Но родственники мужа (белоруса) сообщили немцам, что Ольга и её дети евреи, и после того, как их убили, забрали дом и имущество.

## Уничтожение гетто
Евреев в Обчуге часто убивали по несколько человек даже просто на улице, а осенью 1941 года во время очередной «акции» (таким эвфемизмом нацисты называли организованные ими массовые убийства) немцы расстреляли около 600 евреев. Расстрел проводили каратели из СД под руководством Шейнемана.
Гетто было ликвидировано 6 (5) мая 1942 года, когда на окраине деревни были расстреляны последние 440 евреев.

## Память
Опубликованы неполные списки жертв геноцида евреев в Обчуге.
В 1960 году на братской могиле убитых евреев был установлен обелиск.

## Комментарии
1. ↑  В русском языке за служащими коллаборационистских полицейских органов закрепилось разговорное уничижительное название полица́й (во множественном числе — полица́и).